# Herta Lepie

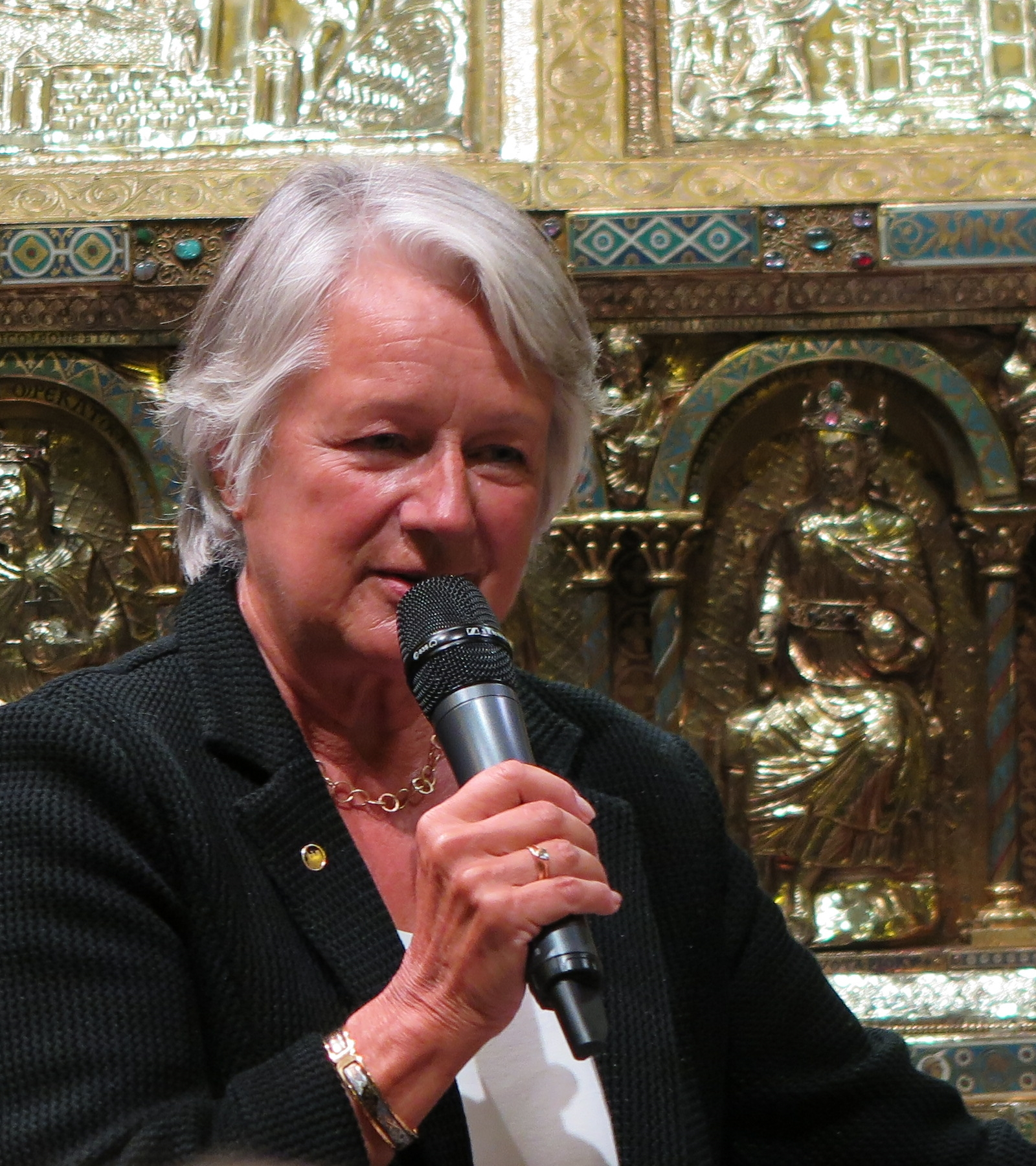
Herta Lepie, 2015

Herta Lepie (geborene Herta Schmitz-Cliever, * 1943 in Eupen) ist eine deutsche Kunsthistorikerin.

## Leben
Herta Schmitz-Cliever, Tochter des Medizinhistorikers Egon Schmitz-Cliever, studierte Kunstgeschichte, Baugeschichte, Archäologie und Romanistik in Bonn, Florenz und an der TH Aachen, wo sie 1975 promoviert wurde. Von 1976 bis 1978 absolvierte sie beim Rheinischen Museumsamt des Landschaftsverbandes Rheinland in Bonn ein wissenschaftliches Volontariat. 1978 wurde sie wissenschaftliche Mitarbeiterin beim Aachener Domkapitel. Von 1979 bis 1986 war sie Leiterin der  Aachener Domschatzkammer und von 1987 bis zur Pensionierung 2001 Direktorin der Abteilung Goldschmiedekunst am Aachener Dom. Als Spezialistin für mittelalterliche Goldschmiedearbeiten war sie u. a. für die Restaurierung des Karlsschreins, des Marienschreins, des Barbarossaleuchters und der Pala d’Oro des Aachener Doms verantwortlich. Sie publiziert vor allem zum Aachener Dom und seiner Ausstattung.

## Veröffentlichungen (Auswahl)
- Die Aachener Goldschmiedefamilie von Rath (1604–1673). In: Aachener Kunstblätter 47, 1976/77, S. 227–278 (= Dissertation).
- mit Georg Minkenberg: Die Schatzkammer des Aachener Domes. Brimberg, Aachen 1995, ISBN 3-923773-16-1.
- mit Lothar Schmidt: Der Barbarossaleuchter im Dom zu Aachen. Aachen, Einhard, 1998, ISBN 3-930701-46-4.
- Elfenbeinkunst aus dem Aachener Domschatz. Imhof, Petersberg 2006, ISBN 3-86568-000-3.
- mit Georg Minkenberg: Der Domschatz zu Aachen. Schnell & Steiner, Regensburg 2010, ISBN 3-7954-2320-1.